# Rainer Stoltz

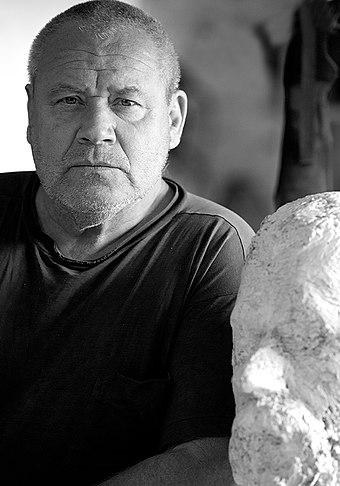
Rainer Stoltz (2022)

Rainer Stoltz (* 1951 in Bürgel, Thüringen) ist ein deutscher Bildhauer und Maler. Seine weitgehend figürlichen Arbeiten sind in Bronze und Stein gearbeitet.

## Leben
Rainer Stoltz besuchte in jungen Jahren in Jena die städtische Kunstschule (VKS), wo er seine ersten bildkünstlerischen Grundlagen erwarb. Er entzog sich früh der allgemeinen Staatsdoktrin. Erste freie künstlerische Arbeiten lassen sich seit 1964 belegen. Um 1966 entstanden, aus einer Sammlung von Kriegshelmen und diversen Vogelschädeln angeregt, die ersten Arbeiten zu Reste eines Helden, Museum Mühlhausen und Schloss Friedensstein Gotha. Ab 1973 erfuhr er eine starke Beeinflussung und Impulse durch den Bildhauer Gerhard Lichtenfeld an der Hochschule Burg Giebichenstein. Wegen fortgesetzter Wehrdienstverweigerung wurde er von der Hochschule verwiesen. Ab 1979/1983 widmete Stoltz sich zeichnerischen Studien im Anatomischen Institut der Friedrich-Schiller-Universität Jena und bei Außensektionen der Pathologie.
Er verließ 1985 seine ostdeutsche Heimat und verlegte seinen Lebensmittelpunkt nach Weyberhoefe bei Aschaffenburg (Bayern). Damit waren die s.g. „zeitwertlosen Jahre“ beendet. 1998 begegnete er in Würzburg dem Domkapitular und Kunstförderer Jürgen Lenssen sowie Enzo Pagani in Castellanza (Italien).
Von 1989 bis 2005 unterrichtete er freies Zeichen und plastisches Gestalten am Fachbereich Architektur an der Frankfurt University of Applied Sciences in Frankfurt am Main. Seit 1993 verbrachte Stoltz regelmäßig die Wintermonate in der Abtei Ndanda der Benediktiner in Tansania. 1998 war er Gaststipendiat der BEMIS Foundation USA. Zeitnah verlegte Stoltz seinen Wohnsitz und Arbeitsmittelpunkt 1997 nach Havanna/Kohly (Kuba). 2015 verließ er vorübergehend Havanna und ging nach Madrid und darauf nach Panama-Stadt, wo er bis heute überwiegend lebt und arbeitet.
Skulpturen

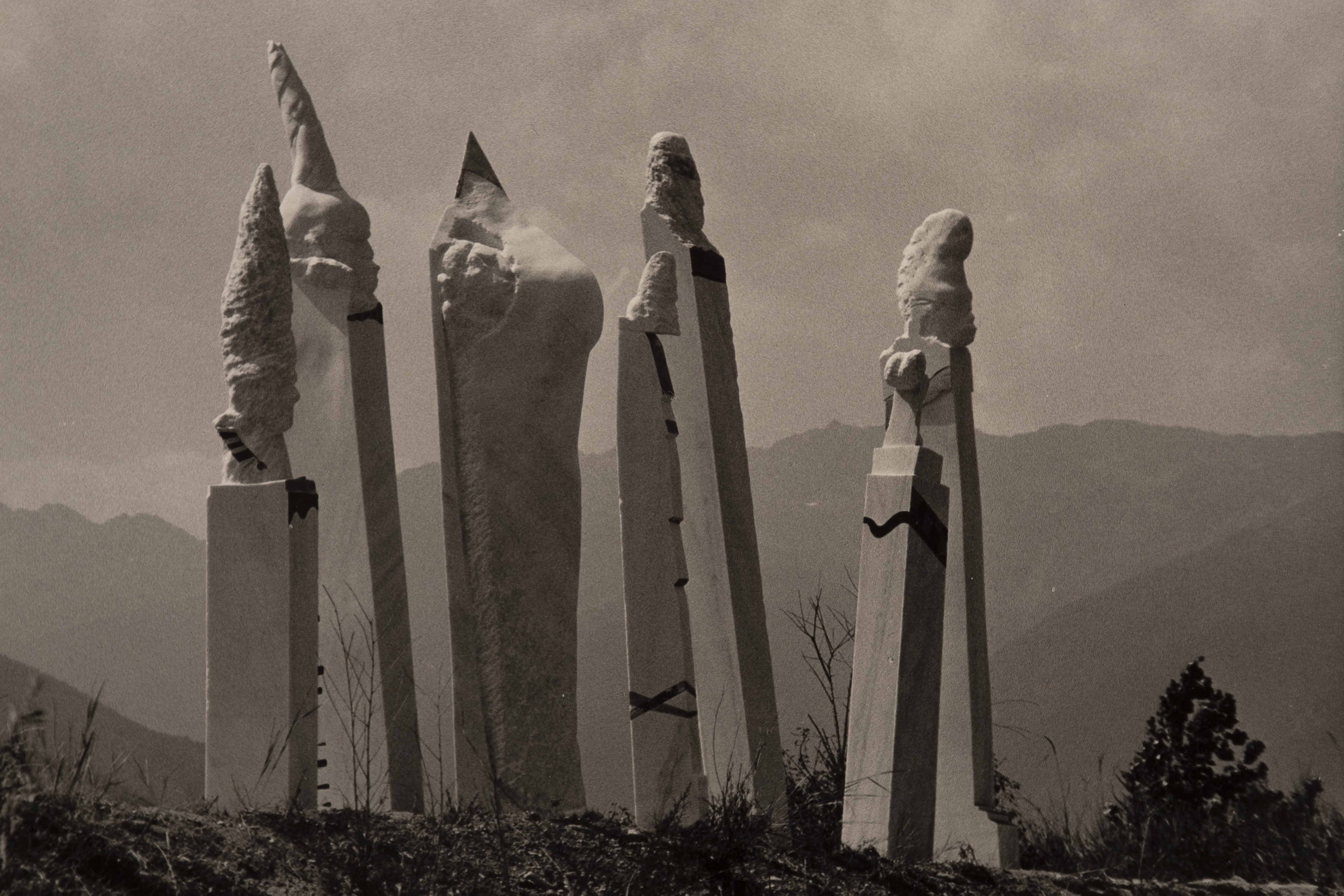
Spötter-Säulen (1990), Laas, Südtirol
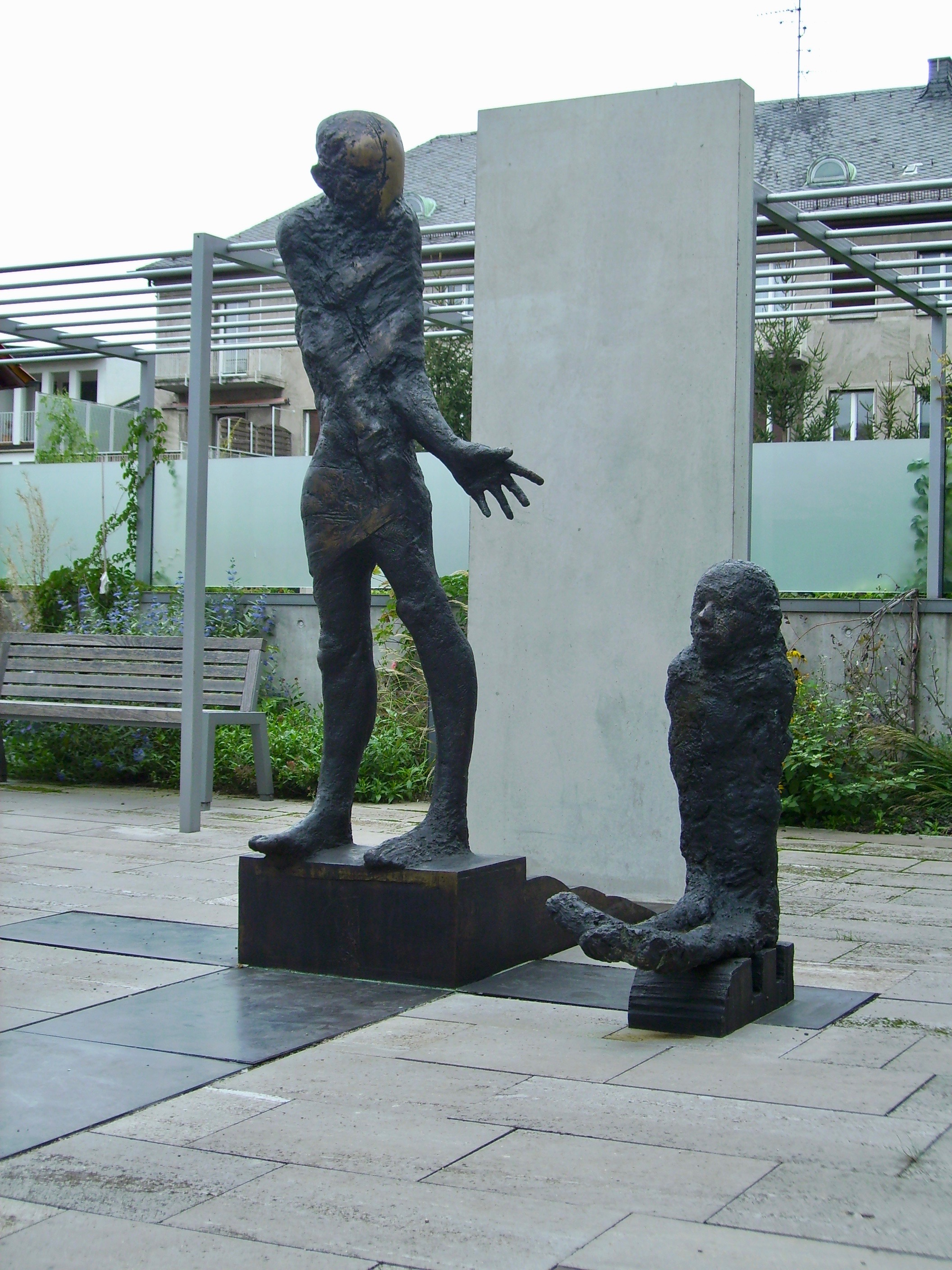
Martinus-Gruppe, Aschaffenburg
Brunnenfiguren, Oerlebach
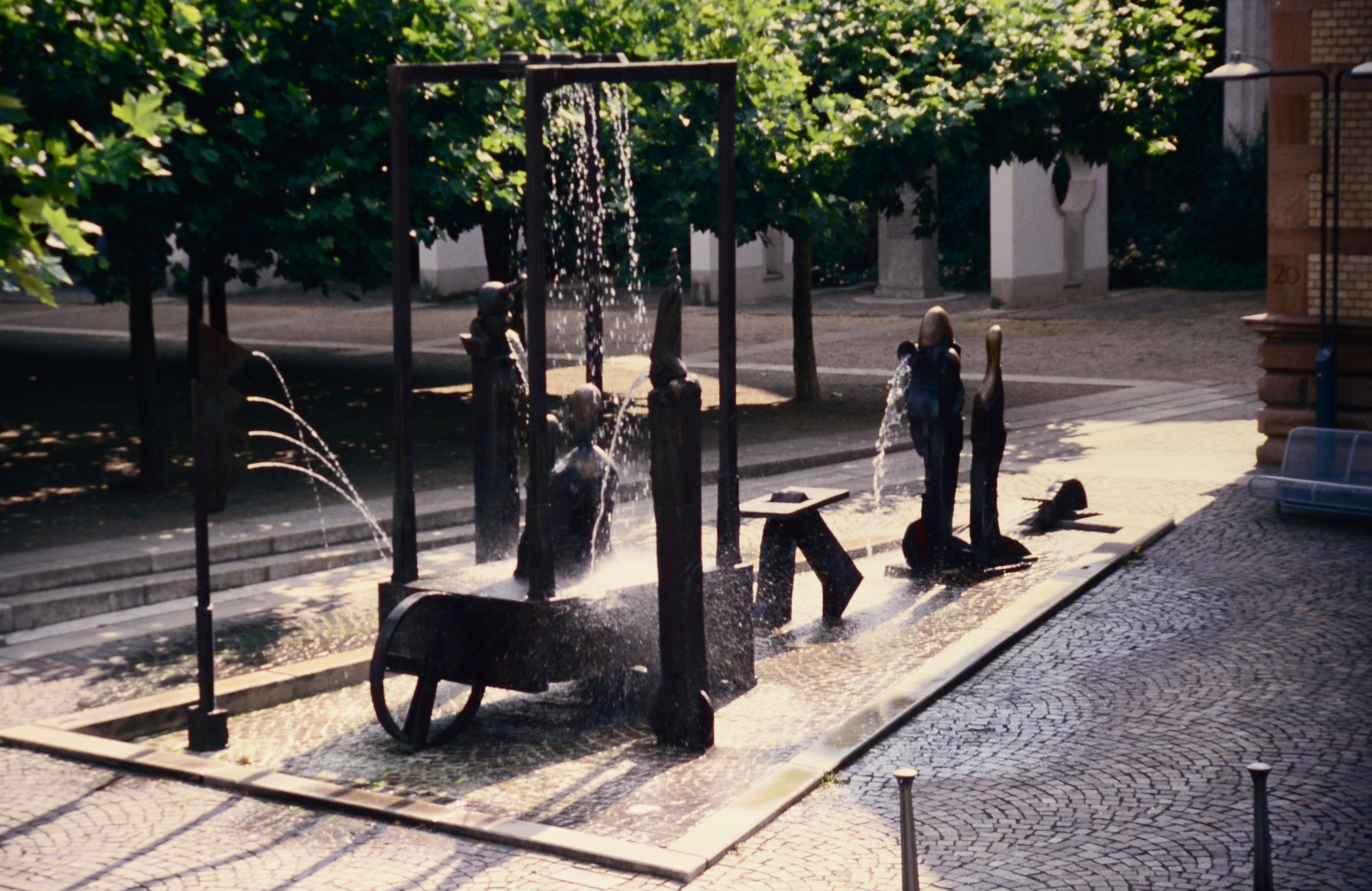
„Zeitwagen“ (1992), Aschaffenburg, Jüdische Gedenkstätte
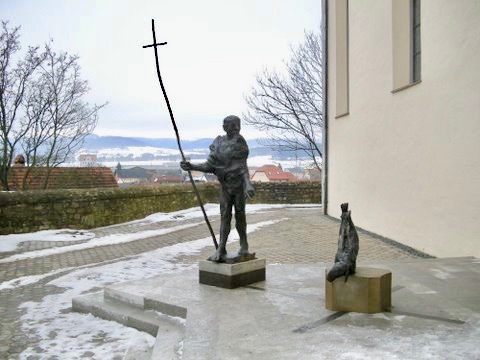
Johannes der Täufer, Nordheim

## Ausstellungskataloge
- Rainer Stoltz – Skulptur und Zeichnung. Mit einem Text von Jörg Jaegers. Aschaffenburg, Jesuitenkirche – Galerie der Stadt, 1995.
- Rainer Stoltz – Skulptur und Zeichnung – Wider die Verbannung des Menschenbildes in der Kunst. Hrsg. Angermuseum, Erfurt, 1997. Text Ingrid Maut und Jürgen Lenssen.
- Rainer Stoltz – Skulptur und Zeichnung. Mit einem Text von Jörg Jaegers, Begleitband zur Ausstellung in der Galerie der Stadt Aschaffenburg.
- Rainer Stoltz – Zeichnung und Skulpturen. 1987–1990. Text: Jörg Jaergers. Kulturamt Stadt Wiesbaden, 1990.
- Rainer Stoltz – Skulpturen/Malerei/Zeichnung, 1990–2005 ein Wandeln zwischen meinen Zwei Welten. Text: Jürgen Lenssen, Rudolf Schüssler, Galerie Bayerische Landesbank, München, 2005.
- Rainer Stoltz - Im roten Bau, Hrsg. Thomas Oechsner 2015. Würzburg, Kuno Mieskes, Universität Würzburg. Jürgen Lenssen, Thomas Richter, Karl-Heinz Weis
- Ausgebürgert: Künstler aus der DDR 1949–1989 1. Januar 1990 von Werner Schmidt (Herausgeber) Staatliche Kunstsammlungen Dresden, Ausstellungskatalog, ISBN 978-3-87024-160-5

## Belege
1. ↑  Kunstschule
2. ↑  Biografie (DE/EN), auf rainerstoltz.com, abgerufen am 10. Juli 2025
3. ↑  Jürgen Lenssen, Ingrid Maut: Katalog der Deutschen Nationalbibliothek. Anger Museum, 20. September 1997, S. 4–5, abgerufen am 15. September 2022.
4. ↑  Werner Schmidt: Ausgebürgert. Künstler aus der DDR und aus dem sowjetischen Sektor Berlins 1949 - 1989. Staatliche Kunstsammlungen Dresden, Ausstellungskatalog. Argon, Berlin, ISBN 978-3-87024-160-5.
5. ↑  BEMIS Foundation USA

| Personendaten    | Personendaten                 |
| ---------------- | ----------------------------- |
| NAME             | Stoltz, Rainer                |
| KURZBESCHREIBUNG | deutscher Bildhauer und Maler |
| GEBURTSDATUM     | 1951                          |
| GEBURTSORT       | Bürgel, Thüringen             |